# Lebre-da-beríngia
A lebre-da-beríngia, ou lebre-do-alasca, ou ainda lebre-da-tundra (Lepus othus) é um leporídeo encontrado na tundra do oeste e sudoeste do Alasca e no noroeste da Rússia, na região de Chukotska.